# 동아일보 백지 광고 사태

동아일보의 광고 신청 안내 문구. 광고를 싣지 못한 자리는 이 문구를 인쇄했다.

동아일보 백지 광고 사태는 1974년 12월 박정희 유신 정권의 언론 탄압으로 동아일보에 광고를 내기로 했던 회사들이 무더기로 해약하고, 그 결과로 동아일보에서는 광고를 채우지 못한 부분을 백지로 내보내거나 아예 전 지면을 기사로 채워버린 사태를 말한다.
이 사태로 동아일보 광고가 해약되었을 뿐만 아니라, 동아일보 계열사인 동아방송에도 사태의 영향력이 퍼져서 이듬해 1월 11일 보도 프로그램 광고가 무더기로 해약되어 방송 광고 없이 프로그램을 진행하거나 공개녹화를 포함한 일부 방송 프로그램이 연속으로 폐지되었고, 뒤이어 전체 방송 시간마저 단축되는 등 심각한 타격을 입었다. 광고를 평상시처럼 싣지 못한 동아일보 백지광고 사태는 무려 7개월간 이어져, 동아일보와 동아방송에 경영난을 가져왔다.
결국 동아일보 경영진이 당시 박정희 대통령의 군사독재에 반대하는 시위에 나갔던 직원들을 강제로 해고함으로써, 사태가 종결되었다. 당시 해고당한 직원들은 동아자유언론수호투쟁위원회를 결성하여 민주화 운동에 나섰다.

## 원인
1972년 10월 박정희 정권이 비상 계엄령과 국회 해산을 포함한 유신 헌법을 발효시키고 나서 많은 지식인, 종교인, 언론인들에 의한 저항이 시작되자 정부는 74년 여러 번의 긴급조치로 대응했다. 이를 통해 수많은 사람들에게 장기형이 쏟아졌고, 모든 언론을 강하게 탄압하기 시작하여 언론인들이 정부에 비판적인 보도를 하지 못하도록 기사에 사용된 어휘 하나하나까지 따지기 시작한다.
이러한 언론의 보도 태도에 불만을 품은 학생들이 동아일보사 앞에서 동아일보를 불태우자, 기자들은 1974년 10월 24일 ‘자유언론수호대회’를 열게 되었다.
| “ | …우리는 자유언론에 역행하는 어떠한 압력에도 굴하지 않고 자유민주사회 존립의 기본요건인 자유언론 실천에 모든 노력을 다할 것을 선언하며 우리의 뜨거운 심장을 모아 다음과 같이 결의한다. 1. 신문, 방송, 잡지에 대한 어떠한 외부간섭도 우리의 일치된 단결로 강력히 배제한다. 2. 기관원의 출입을 엄격히 거부한다. 3. 언론인의 불법연행을 일절 거부한다. 만약 어떠한 명목으로라도 불법 연행이 자행되는 경우 그가 귀사할 때까지 퇴근하지 않기로 한다. | ” |

자유언론수호대회 결의문은 경영진의 반대로 10월 24일 석간 신문에 실리지 못하고, 기자들은 기사 제작 거부로 경영진의 방해에 저항하다가 결국 10월 25일자 신문에 결의문이 게재되었다. 이후 동아일보에는 그동안 지면에 실리지 못했던 인권운동가나 야당 인사에 관한 내용의 기사가 실리게 된다.
이러한 상황을 느끼고 당황한 박정희 군사독재정권은 동아일보의 주거래 광고주들을 호출해 동아일보에 광고를 내지 못하도록 회유 협박하였다. 이 협박이 통하여, 1974년 12월 20일부터 광고주들이 동아일보에 찾아오게 된다. 20일 동아일보의 오랜 광고주였던 한일약품이 돌연 이유 없이 광고를 신문에 인쇄하는 일에 사용하는 인쇄동판을 회수해 갔고, 대한생명보험이 연말까지 계약된 광고를 일방적으로 해약했다. 12월 24일부터는 럭키그룹 등 7개 광고주가 일시에 계약을 철회했으며 동아방송에도 13개 주요 광고주가 철회를 통고했고 25일 이후에는 큰 광고가 전혀 들어오지 않았다.
이로 인해 12월 26일 발행된 신문은 급기야 광고를 실어야 할 자리에 계약된 광고가 없어 사실상 백지로 두게 된 것이다.

## 격려 광고
이에 동아일보는 12월 30일자 1면 광고란에 당시 광고국장이 쓴 격려 광고를 모집하는 광고를 게재했다. 이 광고의 요지는 "대광고주들의 큰 광고가 중단됨으로 인하여 광고인으로써 직책에 충실하기 위하여 부득이 개인 정당 사회단체의 의견 광고, 그리고 본보를 격려하는 협찬광고와 연하광고를 적극적으로 모집하오니 적극적인 성원을 바란다"는 것으로, 여러 사람들이 정부의 광고 탄압에 반발해 동아일보와 동아방송에 격려 광고와 성금을 냈다. 시민들이 낸 광고의 내용들은 보통 동아일보를 지지하거나, 박정희 군부독재정권의 언론탄압으로 언론의 자유를 누리지 못하는 암울한 현실을 "오!자유"라는 문장 등으로 안타까워하는 내용이었으며, 아예 단체 이름이나 사람 이름만 적어서 광고를 내는 경우도 있었다.
1975년 5월까지 격려 광고는 총 1만 352건이 실렸고, 최초의 격려광고 게재자는 김대중 전 대통령이었던 것으로 밝혀졌다. 하지만 '김대중'이라는 본명으로 게재하지 않고 '언론의 자유를 지키려는 한 시민'이라는 이름으로 게재하였다. 본인이 직접 게재한 것은 아니고 직접 쓴 글을 측근을 통해 게재하였다. 다음은 김대중 전 대통령의 당시 광고 내용이다.
 <언론의 자유를 지키자>

언론자유는 우리의 생명이다. 그것 없이는 인권도, 사회정의도, 학원과 종교의 자유도 그리고 국민의 자발적 참여에 의한 국가안보도 존재하지 않는다. 언론자유는 민주국가의 혼이요, 모든 소망의 근원이다. 이것을 지키는 것은 우리의 절대적 의무요, 양도할 수 없는 권리다. 동아일보의 백지광고란은 권력의 음모와 오만의 단적인 증거이며, 국민의 알권리에 대한 정면 도전이다. 이는 동아일보의 문제가 아니라 우리 모두의 사활에 관한 문제인 것이다.

 나는 언론자유와 민족회복을 열망하는 한 시민으로서 모처럼 타오르기 시작한 언론자유의 촛불을 지키기 위하여 이 광고문을 유료게재한다. 그리고 다음과 같이 우리의 노력 방안을 밝히고 뜻있는 국민의 빠짐없는 참여를 호소하는 바이다.

1. 모든 민주시민은 언론자유를 위해 분투하고 있는 동아「매스컴」에 대하여 적극적인 성원을 보내자.
2. 종교전체, 법조인, 문화저작자, 중소 상공업자와 유지 시민은 업무광고, 신년축하, 동아의 건투를 축하는 광고 캠페인을 동아 「매스컴」 전체에 대하여 대대적으로 전개하자.
3. 동아일보의 당면한 재정난을 돕기 위하여 구독료 선불 및 성금 각출운동을 적극적으로 펴나가자.
4. 동아 「매스컴」 당국이 필요하다고 결단하면 구독료의 인상, 방송청취료제의 채택을 기꺼이 받아들여 노력할 것을 다집하고 동아일보에 알리자.
5. 앞으로 어떤 언론기관이라도 이와 같은 시련을 겪을 때는 똑같은 방법으로 노력할 것을 모든 언론기관에 전화, 편지 등으로 알리고 언론자유를 위해 분기하도록 촉구하자.

1975년 1월 1일

언론의 자유를 지키려는 한 시민

또한 동아방송의 일부 출연진은 언론의 자유를 탄압하는 박정희 군사독재정권의 횡포에 저항하는 뜻으로 출연료를 받지 않고 방송에 출연하기도 했다.

## 기자 해직과 새 신문의 창간

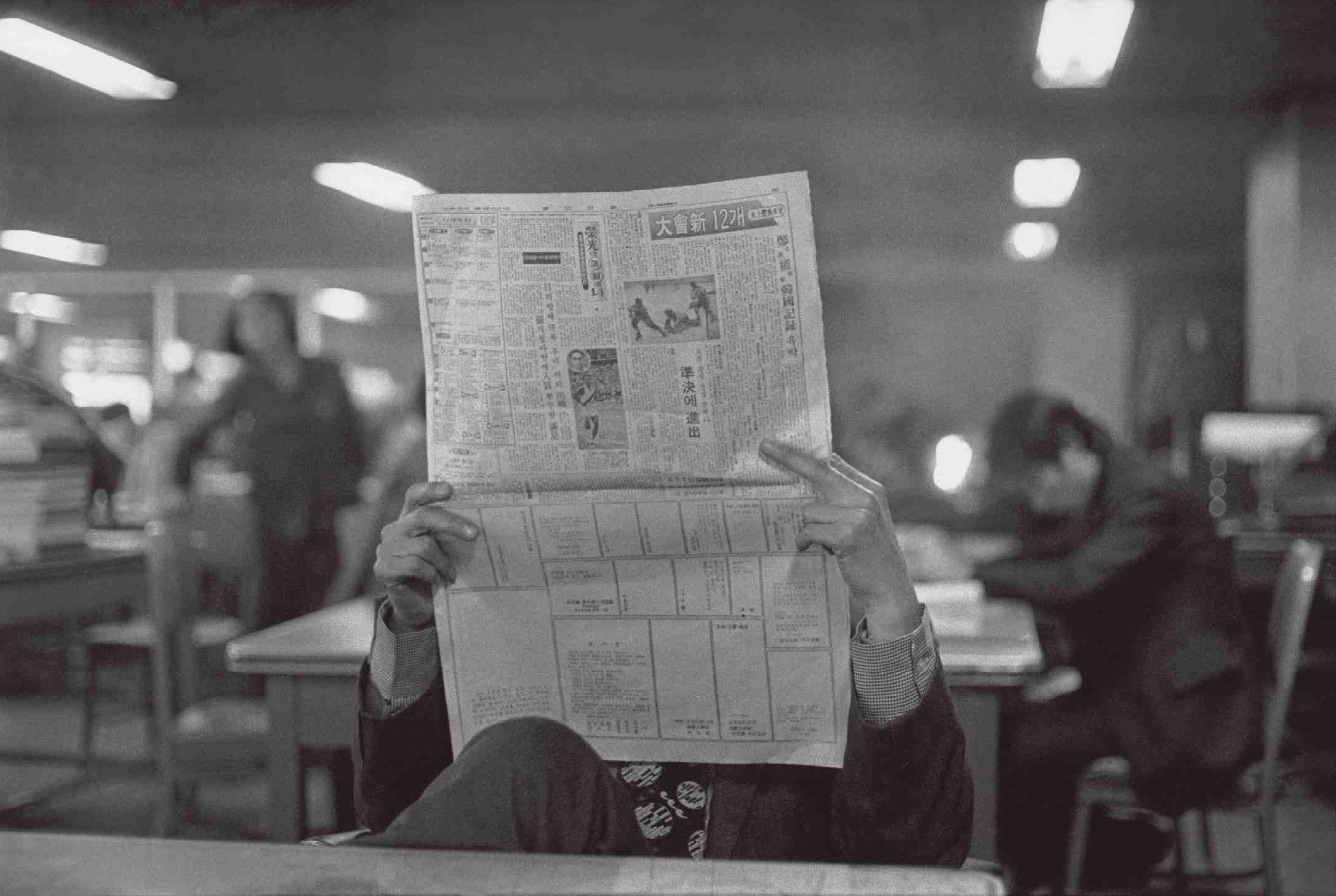
1975년 1월 23일 백지광고 사태 와중의 지면을 들여다보는 동아일보 기자

1975년 3월 8일, 동아일보는 결국 경비 절감의 명목으로 심의실 등 4개 부서 폐지를 단행하고 기자·사원을 해고하기 시작했다. 이날 18명이 해고되고, 이틀 뒤 10일에는 자유언론투쟁위원회의 장윤환 기자, 박지동 기자 등 2명이 편집 방침 비판 이유로 해고되었다.
12일에는 동아일보 기자들이 오전 9시부터 편집국에 모여 회사 측에 항의 성명문을 발표하고, 해고철회 등을 요구하기 시작했다. 13일에는 천주교정의구현사제단이 '동아, 조선일보 기자 해고, 기자협회보 폐간은 현 정권의 언론탄압 위한 음모'라는 내용의 성명서를 발표하고, 조선일보 불매운동, 광고·취재 기타 일절 협력 거부 방침을 밝혔다. 15일에는 송건호 동아일보 편집국장이 기자 대량해고에 항의하며 사표를 제출했다.
17일, 동아일보 경영진은 폭력배를 동원해 회사에서 농성 중이던 기자 130여 명 전원을 무력으로 축출해버렸다. 27일에도 해고는 이어져 부차장급 7명과 12명의 기자를 해고하고 7명을 무기정직처분하며 '3월 31일까지 복귀 않는 기자, 전원 해고'라고 경고하기까지 이르렀다. 이런 '해고 바람'으로 7월 16일, 이로써 7개월간 이어졌던 동아일보 광고 해약사태는 막을 내렸다.
1975년 10월 24일에는 40여 명이 자유언론실천선언 1주년을 맞아 동아일보사 앞에서 침묵시위를 벌인다.
이후 동아일보와 조선일보 자유언론수호 투쟁 해직 기자들과 1980년 정부의 언론통폐합 조치로 강제 해직된 기자들을 중심으로 새 신문사를 창사하자는 기운이 일어나, 1987년 10월 발기인 3,342명을 대표하는 56명으로 창간위원회를 구성하였다. 1988년 2월 2만 7223명의 시민이 50억 원의 기금으로 그해 5월 15일, 8면의 창간호 50만 부를 발행함으로써 한겨레신문이 출범하였다.

## 진상 조사
2008년 10월 28일 진실화해를위한과거사정리위원회에 의해, 동아일보 백지광고 사태는 중앙정보부의 광고주 압박으로 일어난 사건이었음이 밝혀졌다. 과거사정리위원회의 조사결과에 따르면 1974년 12월 중앙정보부는 광고주들에게 강제로 서약서를 쓰게 하는 방법으로, 박정희 정부에 비판적인 동아일보에 광고를 싣지 못하게 하였다.

## 참고 문헌
- 한국기독교사회문제연구원, 「1970년대 민주화운동과 기독교」, 1983, 305-308p, 314p, 317p
- 한국기독교교회협의회 인권위원회, 「1970년대 민주화운동」, 1987, 1972p, 19747p
- 기쁨과 희망 사목연구소, 「암흑속의 횃불」, 가톨릭출판사, 1996, pp. 261–263, pp. 430–431, pp. 444–454